# Britt Strandberg
Britt Marianne Strandberg (* 31. März 1934 in Ljusdal) ist eine ehemalige schwedische Skilangläuferin.

## Werdegang
Strandberg, die für den Edsbyns IF startete, hatte ihren ersten internationalen Erfolg bei den Olympischen Winterspielen 1960 in Squaw Valley. Dort holte sie die Goldmedaille mit der Staffel und errang den 10. Platz über 10 km. Bei den nordischen Skiweltmeisterschaften 1962 in Zakopane gewann sie die Silbermedaille mit der Staffel. Zwei Jahre später belegte sie bei den Olympischen Winterspielen 1964 in Innsbruck den 11. Platz über 5 km und den vierten Rang über 10 km. Mit der Staffel gewann sie die Silbermedaille. Bei den nordischen Skiweltmeisterschaften 1966 in Oslo gewann sie Bronzemedaille mit der Staffel. Im selben Jahr wurde sie bei den Svenska Skidspelen Zweite über 10 km. Bei den Olympischen Winterspielen 1968 in Grenoble holte sie die Silbermedaille mit der Staffel. Zudem belegte sie über 5 km und über 10 km jeweils den 15. Platz.
Strandberg siegte bei schwedischen Meisterschaften sechsmal mit der Staffel (1961, 1962, 1963, 1964, 1966, 1967) und im Jahr 1961 über 10 km.